# Pilar de 7 amb folre
|  | «Pilar de 7» redirigeix aquí. Vegeu-ne altres significats a «Pilar de 7 sense folre». |

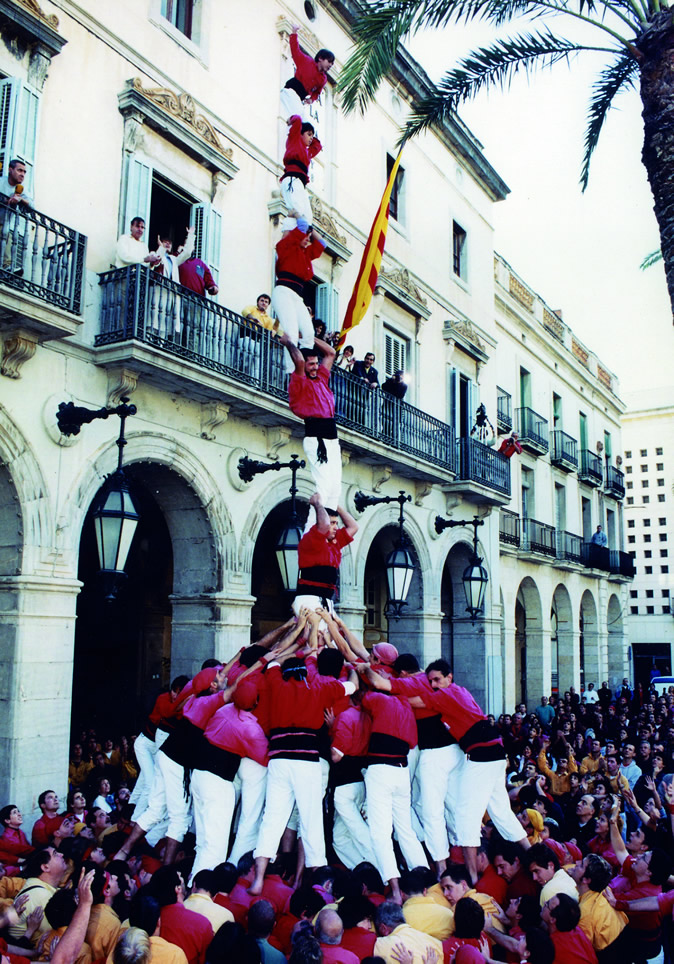
Primer pilar de 7 amb folre carregat pels Castellers de Barcelona el 26 de novembre del 2000 a Vilanova i la Geltrú

El pilar de 7 amb folre, o simplement pilar de 7, és un castell d'estructura simple de pilar, format per un casteller per pis, i de 7 pisos d'alçada, reforçat en el pis de segons pel folre. A nivell de tronc, es tracta d'un pilar de 6 fet sobre un folre, que actua com a segona pinya suplementària. La pinya i el folre es configuren d'una manera molt semblant a la del 2 de 8 amb folre. El nucli del folre està compost per set castellers. Està format per dos segons, els quals s'agafen com en una torre, un dels quals suporta el terç i resta de castellers del pilar, i un altre —sovint anomenat "fals segon"— que s'hi agafa i l'ajuda a aguantar-se millor, dues crosses, un contrafort i una agulla. A l'equip de mans hi ha vuit rengles i unes dues o tres persones per rengla: unes primeres mans per darrere, unes primeres mans per davant, dues rengles de vents i quatre de laterals.
Fins a l'actualitat 13 colles castelleres l'han assolit, 12 de les quals l'han descarregat i 1 que només l'ha carregat. Es tracta d'un dels grans espadats o pilars de mèrit, juntament amb el pilar de 6, el pilar de 8 amb folre i manilles i el pilar de 9 amb folre, manilles i puntals. És considerat un castell d'una dificultat semblant als castells de la gamma alta de vuit. La taula de puntuacions del Concurs de castells de Tarragona de 2012 el situa a una posició per sobre el 2 de 8 amb folre i per sota el 7 de 8.

## Història
La primera referència escrita d'un pilar de 7 amb folre data del 1835 a Valls, fet per una colla de Xiquets de Valls. Al segle xix era un dels grans castells i es feia juntament amb el 3 de 9 amb folre, el 4 de 9 amb folre, 2 de 8 amb folre i el 5 de 8. Durant la decadència es va perdre.
El 23 de novembre de 1969, a la plaça Vella del Vendrell, els Nens del Vendrell descarregaren el primer pilar de 7 amb folre del segle xx. Aquell pilar suposava també el primer intent d'aquest castell fet a la centúria i el primer castell amb folre descarregat al segle xx, recuperant així una part estructural del castell, el folre, habitual del segle anterior. El 1970, l'any següent, el carregaren dues colles: els Nens del Vendrell i la Colla Vella dels Xiquets de Valls. Els vendrellencs el tornaren a carregar en dues ocasions: la primera, el 30 d'agost a la diada de Sant Fèlix de Vilafranca del Penedès, i la segona el 27 de setembre al VI Concurs de castells de Tarragona. Els vallencs, per altra banda, el van coronar per primera vegada també al concurs de castells de Tarragona de 1970.
El 12 d'octubre de 1973 els Castellers de Vilafranca el van intentar per primera vegada, castell que no van tornar a intentar fins al cap de 22 anys —i en dues ocasions— el 15 de gener de 1995, a Vilafranca del Penedès tots tres intents. El 14 de maig del 1995, per Fires de Maig, novament els Castellers de Vilafranca van carregar el primer pilar de set de la colla, castell que el mateix any, l'1 d'octubre a la II Diada del Mercadal a Reus van aconseguir descarregar per primera vegada. Es tractava del segon pilar de set descarregat del segle xx, el primer des del dels Nens del Vendrell del 1969, i la segona colla que l'aconseguia descarregar a la centúria. A partir de llavors el pilar de 7 amb folre es pogué veure amb més regularitat a les places castelleres. Diverses colles l'assoliren a partir d'aleshores, però els vilafranquins s'erigiren com els grans dominadors de l'estructura, convertint-se més endavant, en els primers a aconseguir el pilar de 8 amb folre i manilles al segle xx.
El 1998 dues colles van descarregar el pilar de 7 per primera vegada, i a més al primer intent que realitzaven d'aquest castell. Els Bordegassos de Vilanova van descarregar-lo el 24 de setembre a la diada de la Mercè, a Barcelona, i els Minyons de Terrassa l'assoliren el 25 d'octubre en les Fires i Festes de Sant Narcís de Girona, en la mateixa diada que també descarregaven per primer cop el 4 de 9 sense folre.
L'any 2000, els Castellers de Barcelona van carregar el pilar de 7 per primera vegada, va ser el 26 de novembre a la Diada dels Bordegassos de Vilanova, a Vilanova i la Geltrú. El 27 de setembre de 2009, a la diada de La Mercè, els Castellers de Barcelona van carregar un pilar que va despertar polèmica, ja que alguns el van considerar descarregat; actualment, i tenint en compte que es van despenjar el quart i el quint, es considera oficialment com a només carregat. Els Capgrossos de Mataró van coronar-lo per primer cop el 2 d'octubre del 2005, fou durant la diada de la Festa Major de Sant Miquel a la plaça de la Paeria de Lleida. Un mes més tard, l'1 de novembre en la diada de Tots Sants a Vilafranca del Penedès, el completarien per primera vegada. El 9 de novembre del 2008, els Castellers de Lleida van carregar-lo per primera vegada a la plaça de Santa Anna de Mataró en la XIII Diada dels Capgrossos de Mataró, castell que encara no han aconseguit descarregat. Llavors van ser l'onzena colla que l'assolia.
No serà fins ben entrada la nova dècada que no tornem a trobar colles que l'assoleixen per primer cop. Els primers a conquerir-lo van ser els Castellers de Sants, que el van descarregar al primer intent el 6 de juliol del 2013 durant el transcurs de la diada del seu 20è aniversari a la plaça d'Osca de Barcelona. L'any següent seria una altra colla barcelonina la que l'assoliria. Els Castellers de la Vila de Gràcia el van descarregar, també al primer intent, el 29 de juny del 2014 al Passeig de Sant Joan durant la Festa Major del Camp d'en Grassot. El 2016 dues colles van veure els seus primers pilars de set: Els Xiquets de Reus l'estrenaren el 16 d'octubre a Alcover i la Colla Castellera de Sant Pere i Sant Pau el va descarregar per primer cop el dia sis de novembre del 2016, i va significar el primer castell de vuit i mig de la seva història.

## Colles
Actualment hi ha 15 colles castelleres que han aconseguit carregar el pilar de 7, de les quals 14 l'han descarregat i 1 només l'ha carregat i, per tant, no l'ha descarregat mai. La taula següent mostra la data, diada i plaça en què les colles el carregaren i/o descarregaren per primera vegada en el segle xx o xxi:
| Núm. | Colla                                    | Carregat               | Diada                                    | Plaça                                         | Descarregat            | Diada                                   | Plaça                                         |
| ---- | ---------------------------------------- | ---------------------- | ---------------------------------------- | --------------------------------------------- | ---------------------- | --------------------------------------- | --------------------------------------------- |
| 1    | Nens del Vendrell                        | 23 de novembre de 1969 | Aniversari dels Nens del Vendrell        | El Vendrell                                   | 23 de novembre de 1969 | Aniversari dels Nens del Vendrell       | El Vendrell                                   |
| 2    | Colla Vella dels Xiquets de Valls        | 27 de setembre de 1970 | VI Concurs de castells de Tarragona      | Plaça de Braus, Tarragona                     | 11 de setembre de 1998 | Diada Nacional de Catalunya             | Montblanc                                     |
| 3    | Castellers de Vilafranca                 | 14 de maig de 1995     | Fires de Maig                            | Plaça de la Vila, Vilafranca del Penedès      | 1 d'octubre de 1995    | 2a Diada del Mercadal                   | El Mercadal, Reus                             |
| 4    | Xiquets de Tarragona                     | 8 d'octubre de 1995    | 25è Aniversari dels Xiquets de Tarragona | Tarragona                                     | 24 d'agost de 1996     | Festa Major del Catllar                 | El Catllar                                    |
| 5    | Colla Jove Xiquets de Tarragona          | 23 de setembre de 1997 | Diada de Santa Tecla                     | Plaça de la Font, Tarragona                   | 23 de setembre de 1997 | Diada de Santa Tecla                    | Plaça de la Font, Tarragona                   |
| 6    | Colla Joves Xiquets de Valls             | 19 d'octubre de 1997   | Diada castellera                         | Valls                                         | 24 de juny de 1999     | Diada de Sant Joan                      | Plaça del Blat de Valls                       |
| 7    | Bordegassos de Vilanova                  | 24 de setembre de 1998 | Diada de la Mercè                        | Plaça de Sant Jaume, Barcelona                | 24 de setembre de 1998 | Diada de la Mercè                       | Plaça de Sant Jaume, Barcelona                |
| 8    | Minyons de Terrassa                      | 25 d'octubre de 1998   | Fires i Festes de Sant Narcís            | Plaça del Vi, Girona                          | 25 d'octubre de 1998   | Fires i Festes de Sant Narcís           | Plaça del Vi, Girona                          |
| 9    | Castellers de Barcelona                  | 26 de novembre de 2000 | Diada dels Bordegassos de Vilanova       | Vilanova i la Geltrú                          | 14 d'octubre de 2014   | Festa Major de les Corts                | Plaça de Comas, Barcelona                     |
| 10   | Capgrossos de Mataró                     | 2 d'octubre de 2005    | Festa Major de Sant Miquel               | Plaça de la Paeria, Lleida                    | 1 de novembre de 2005  | Diada de Tots Sants                     | Plaça de la Vila, Vilafranca del Penedès      |
| 11   | Castellers de Lleida                     | 9 de novembre de 2008  | 13a Diada dels Capgrossos de Mataró      | Plaça de Santa Maria, Mataró                  | No descarregat         | No descarregat                          | No descarregat                                |
| 12   | Castellers de Sants                      | 6 de juliol de 2013    | 20è Aniversari dels Castellers de Sants  | Plaça d'Osca, Barcelona                       | 6 de juliol de 2013    | 20è Aniversari dels Castellers de Sants | Plaça d'Osca, Barcelona                       |
| 13   | Castellers de la Vila de Gràcia          | 29 de juny de 2014     | Festa Major del Camp d'en Grassot        | Passeig de Sant Joan amb Indústria, Barcelona | 29 de juny de 2014     | Festa Major del Camp d'en Grassot       | Passeig de Sant Joan amb Indústria, Barcelona |
| 14   | Xiquets de Reus                          | 16 d'octubre de 2016   | Festa Major d'Alcover                    | Plaça Nova, Alcover                           | 16 d'octubre de 2016   | Festa Major d'Alcover                   | Plaça Nova, Alcover                           |
| 15   | Colla Castellera de Sant Pere i Sant Pau | 6 de novembre de 2016  | III trobada de Colles del Sud            | Plaça de Miquel Martí i Pol, Vila-seca        | 6 de novembre de 2016  | III trobada de Colles del Sud           | Plaça de Miquel Martí i Pol, Vila-seca        |

### Intent
A continuació hi ha una taula amb les colles castelleres que han intentat el pilar de set i no l'han arribat a carregar.
| Núm | Colla                    | Intent                | Diada                                    | Plaça                           |
| --- | ------------------------ | --------------------- | ---------------------------------------- | ------------------------------- |
| 1   | Xicots de Vilafranca     | 8 de novembre de 2015 | Festa Major de Sant Martí d'Altafulla    | Plaça del Pou, Altafulla        |
| 2   | Sagals d'Osona           | 6 d'octubre de 2018   | XXVII Concurs de castells de Tarragona   | Tarraco Arena                   |
| 3   | Moixiganguers d'Igualada | 21 d'octubre de 2023  | XXIX Diada dels Moixiganguers d'Igualada | Plaça de l'Ajuntament, Igualada |

## Estadístiques
| Resultat              |
| --------------------- |
| Descarregat (D)       |
| Carregat (C)          |
| Intent (I)            |
| Intent desmuntat (ID) |

### Temporades
La taula següent mostra els resultats del pilar de 7 amb folre aconseguit per les colles al llarg de les temporades, des del primer assolit el segle xx (1969) fins al 2016.
| Núm.  | Colla                                    | 1969 | 1970 | 1971–1994                       | 1995   | 1996   | 1997    | 1998   | 1999    | 2000    | 2001    | 2002         | 2003   | 2004             | 2005    | 2006    | 2007 | 2008        | 2009            | 2010    | 2011    | 2012        | 2013         | 2014        | 2015    | 2016    | Total               |
| ----- | ---------------------------------------- | ---- | ---- | ------------------------------- | ------ | ------ | ------- | ------ | ------- | ------- | ------- | ------------ | ------ | ---------------- | ------- | ------- | ---- | ----------- | --------------- | ------- | ------- | ----------- | ------------ | ----------- | ------- | ------- | ------------------- |
| 1     | Nens del Vendrell                        | 1d   | 2c   | Es perd el pilar de 7 amb folre |        |        |         |        |         |         |         |              |        |                  |         |         |      |             |                 |         |         |             |              | 1c          | 4d, 1c  | 4d      | 9d, 4c              |
| 2     | Colla Vella dels Xiquets de Valls        |      | 1c   | Es perd el pilar de 7 amb folre |        |        | 2c      | 3d, 1c | 4d, 2c  | 3d, 1c  |         | 2d           | 1d, 1c | 2d               | 3d, 1c  | 5d, 1c  | 2d   | 5d          | 2d              | 1d, 1c  | 2c      | 1c, 1i      | 4d           | 4d          | 9d      | 2d, 2c  | 51d, 14c1           |
| 3     | Castellers de Vilafranca                 |      |      | Es perd el pilar de 7 amb folre | 3d, 4c | 4d, 3c | 8d, 1c  | 2d, 1c | 5d      | 14d     | 9d, 1c  | 10d, 1c      | 2d, 2c | 9d, 1c, 1i       | 9d      | 12d     | 16d  | 15d, 1c     | 5d, 1i          | 14d     | 13d     | 8d, 1c, 1i  | 10d          | 9d          | 7d      | 10d     | 194d, 16c, 9i, 1id  |
| 4     | Xiquets de Tarragona                     |      |      | Es perd el pilar de 7 amb folre | 2c     | 1d, 3c | 3d, 2c  | 1c     |         |         |         |              |        |                  |         |         |      |             |                 |         |         |             |              | 4d, 1i      | 4d, 2c  |         | 12d, 9c, 2i         |
| 5     | Colla Jove Xiquets de Tarragona          |      |      | Es perd el pilar de 7 amb folre |        |        | 2d, 1c  |        |         |         |         | 1id          |        |                  |         |         |      |             |                 |         |         | 1d, 1c      | 2d, 3c       | 6d          | 6d      | 8d, 1c  | 25d, 6d, 2i, 1id    |
| 6     | Colla Joves Xiquets de Valls             |      |      | Es perd el pilar de 7 amb folre |        |        | 2c      | 1c     | 1d, 1c  |         |         |              |        |                  | 1d, 1i  |         |      | 1i          |                 |         |         |             | 2d           | 3d, 1c      |         |         | 7d, 5c, 3i, 2id     |
| 7     | Bordegassos de Vilanova                  |      |      | Es perd el pilar de 7 amb folre |        |        |         | 2d     | 8d, 2c  | 1c      | 2d      |              |        |                  |         |         |      |             |                 |         |         |             |              |             |         |         | 13d, 3c, 1i         |
| 8     | Minyons de Terrassa                      |      |      | Es perd el pilar de 7 amb folre |        |        |         | 1d, 2c | 5d, 1c  | 3d, 2c  | 7d      | 9d, 1c       | 5d, 1c | 4d, 2c, 1i, 1id  | 1d, 3c  | 1d, 2c  |      | 2d          | 1d, 1c          | 1d      | 4d, 2c  |             | 5d, 1c       | 5d, 1c      | 8d, 2c  | 6d, 1c  | 69d, 22c, 3i, 21id  |
| 9     | Castellers de Barcelona                  |      |      | Es perd el pilar de 7 amb folre |        |        |         |        |         | 1c      |         |              |        |                  |         |         |      |             | 4c              |         |         |             | 1id          | 1d, 1i      | 1c      | 1d, 1c  | 2d, 6c, 1i, 1id     |
| 10    | Capgrossos de Mataró                     |      |      | Es perd el pilar de 7 amb folre |        |        |         |        |         |         |         |              |        |                  | 2d, 2c  |         |      |             | 1d, 2c          |         |         | 1d          | 2d, 1id      | 3d          | 4d      | 1c      | 13d, 5c, 1id        |
| 11    | Castellers de Lleida                     |      |      | Es perd el pilar de 7 amb folre |        |        |         |        |         |         |         |              |        |                  |         |         |      | 1c          | 1id             |         |         |             |              |             |         |         | 1c, 1id             |
| 12    | Castellers de Sants                      |      |      | Es perd el pilar de 7 amb folre |        |        |         |        |         |         |         |              |        |                  |         |         |      |             |                 |         |         |             | 7d           | 3d, 1c      |         | 3d      | 16d, 1c             |
| 13    | Castellers de la Vila de Gràcia          |      |      | Es perd el pilar de 7 amb folre |        |        |         |        |         |         |         |              |        |                  |         |         |      |             |                 |         |         |             |              | 3d          |         |         | 3d                  |
| 14    | Xiquets de Reus                          |      |      | Es perd el pilar de 7 amb folre |        |        |         |        |         |         |         |              |        |                  |         |         |      |             |                 |         |         |             |              |             |         | 2d      | 2d                  |
| 15    | Colla Castellera de Sant Pere i Sant Pau |      |      | Es perd el pilar de 7 amb folre |        |        |         |        |         |         |         |              |        |                  |         |         |      |             |                 |         |         |             |              |             |         | 1d      | 1d                  |
| Total | Total                                    | 1d   | 3c   | 1i                              | 3d, 6c | 5d, 6c | 13d, 8c | 8d, 7c | 23d, 6c | 20d, 5c | 18d, 1c | 21d, 2c, 1id | 8d, 4c | 15d, 3c, 2i, 1id | 16d, 6c | 18d, 2c | 18d  | 22d, 2c, 1i | 9d, 7c, 1i, 1id | 16d, 1c | 17d, 4c | 11d, 3c, 1i | 32d, 4c, 2id | 41d, 4c, 2i | 42d, 6c | 38d, 6c | 415d, 95c, 22i, 8id |

## Variants

### Amb folre i manilles
El 7 de maig del 2010, durant la XV Diada Arreplegats de la Zona Universitària, aquesta colla universitària va carregar un pilar de 7 amb folre i manilles en el primer intent. El 3 de maig del 2013, després de tres anys del primer i únic intent, en la diada del seu XVIII aniversari, van aconseguir descarregar per primer cop el pilar de 7 amb folre i manilles després d'un primer intent en què les manilles van cedir mentre l'enxaneta feia les passes finals.

### Sense folre
El pilar de set sense folre és un castell de gamma extra que mai no s'ha carregat en els segles xx o xxi. És possible que sí que s'assolís al segle xix durant la primera època d'or dels castells.

## Castells que incorporen el pilar de set amb folre
El pilar de set amb folre forma part dels castells de nou pisos construïts amb la tècnica de l'agulla al mig. Per tal que la construcció d'aquests castells sigui vàlida, el pilar central ha de quedar totalment visible sobre el folre quan es desmunta l'estructura externa del castell. Els castells de nou pisos amb folre i el pilar de set al mig assolits són el 4 de 9 amb folre i l'agulla i el 3 de 9 amb folre i l'agulla.